# Pomnik zdobycia Warszawy
Pomnik zdobycia Warszawy – rosyjski pomnik upamiętniający zdobycie Warszawy przez wojska rosyjskie i tym samym klęskę powstania listopadowego. Zlokalizowany był w miejscu, gdzie dwa pułki Lejbgwardii: dragoński i huzarski odniosły zwycięstwo w starciu z czterema jednostkami kawalerii polskiej, w następstwie czego weszły w granice Warszawy. Przylegał bezpośrednio do torów Kolei Warszawsko-Wiedeńskiej. Mimo wyraźnej odległości dzielącej pomnik od Reduty Wolskiej, monument popularnie określany był jako wolski. Zburzony po odzyskaniu przez Polskę niepodległości.

## Historia
Monument został wzniesiony na osobiste polecenie cara Mikołaja I, podobnie jak inne pomniki upamiętniające bitwy powstania (pomnik bitwy pod Ostrołęką w Ostrołęce, pomnik bitwy pod Grochowem w Warszawie). Ze względu jednak na szczególną rangę wydarzenia, któremu był poświęcony, w odróżnieniu od wymienionych wyżej obiektów został wykonany według standardowego planu wykonanego przez Antonio Adaminiego dla pomników I kategorii, upamiętniających najważniejsze bitwy stoczone przez armię rosyjską (identyczny znalazł się na polu bitwy pod Borodino). 
18 września 1905 podjęta została próba wysadzenia obiektu utożsamianego z rusyfikacyjną polityką zaborców. Wybuch uszkodził jednak tylko dolną część kolumny, natychmiast odremontowanej. Pomnik został ostatecznie rozebrany po odzyskaniu przez Polskę niepodległości.

## Architektura
Pomnik miał formę ośmiobocznej kolumny z żeliwa zwieńczonej złoconą cebulastą kopułą z krzyżem prawosławnym. Po bokach była zdobiona łukami podtrzymywanymi przez półkolumny. Tablice zawieszone na monumencie wymieniały liczebność obydwu walczących stron, dowódców poszczególnych jednostek rosyjskich oraz liczbę rannych i zabitych Rosjan. Na jednej ze ścian znalazła się ikona Chrystusa Zbawiciela opatrzona inskrypcją w języku cerkiewnosłowiańskim: Z nami Bóg! zrozumcie to poganie i pokajajcie się, gdyż z nami Bóg!.